# Guilielmus Hesius

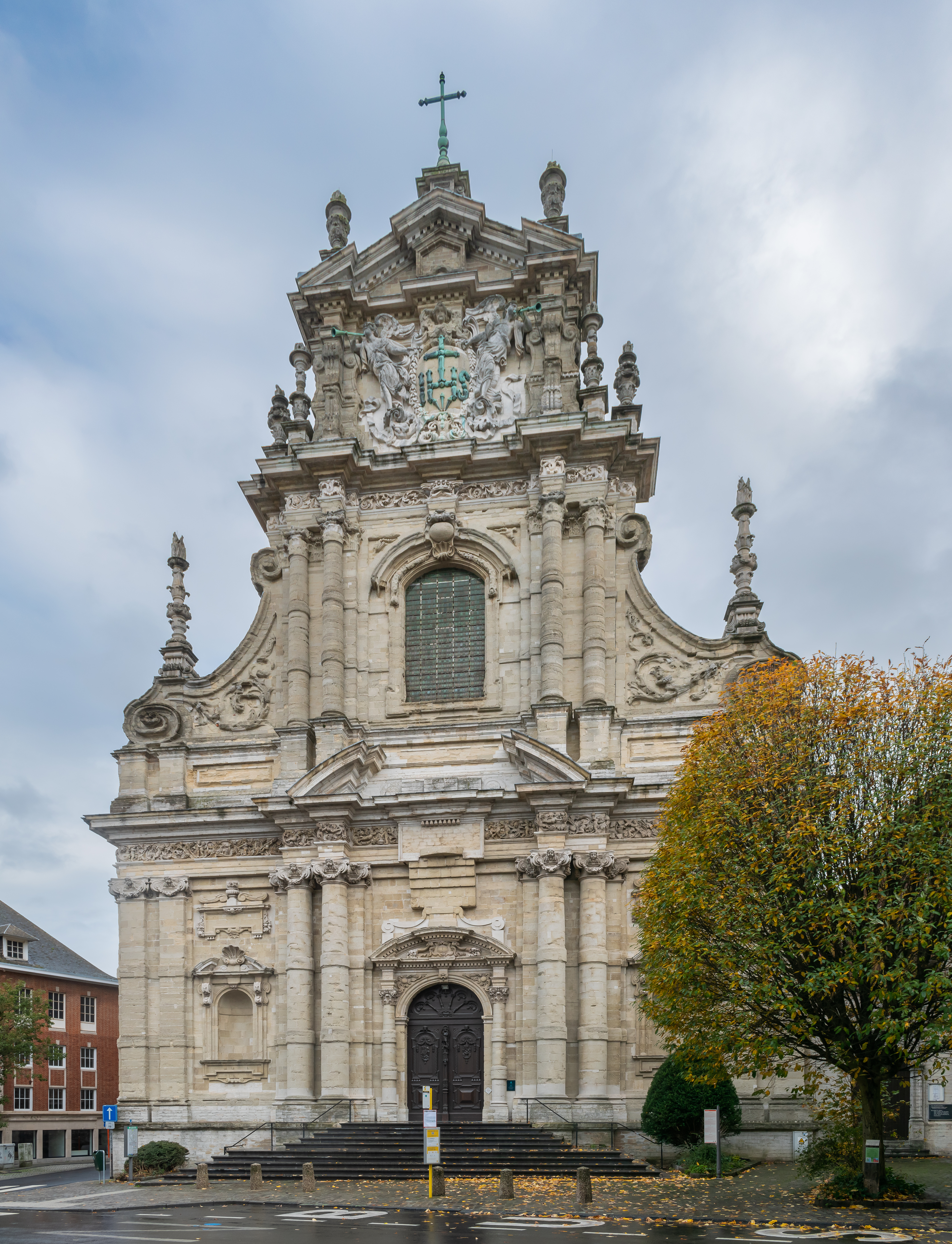
De plastische voorgevel van de Sint-Michielskerk ontworpen door Hesius. De plannen evolueerde voortdurend en ook de coadjutoren hadden een grote inbreng.

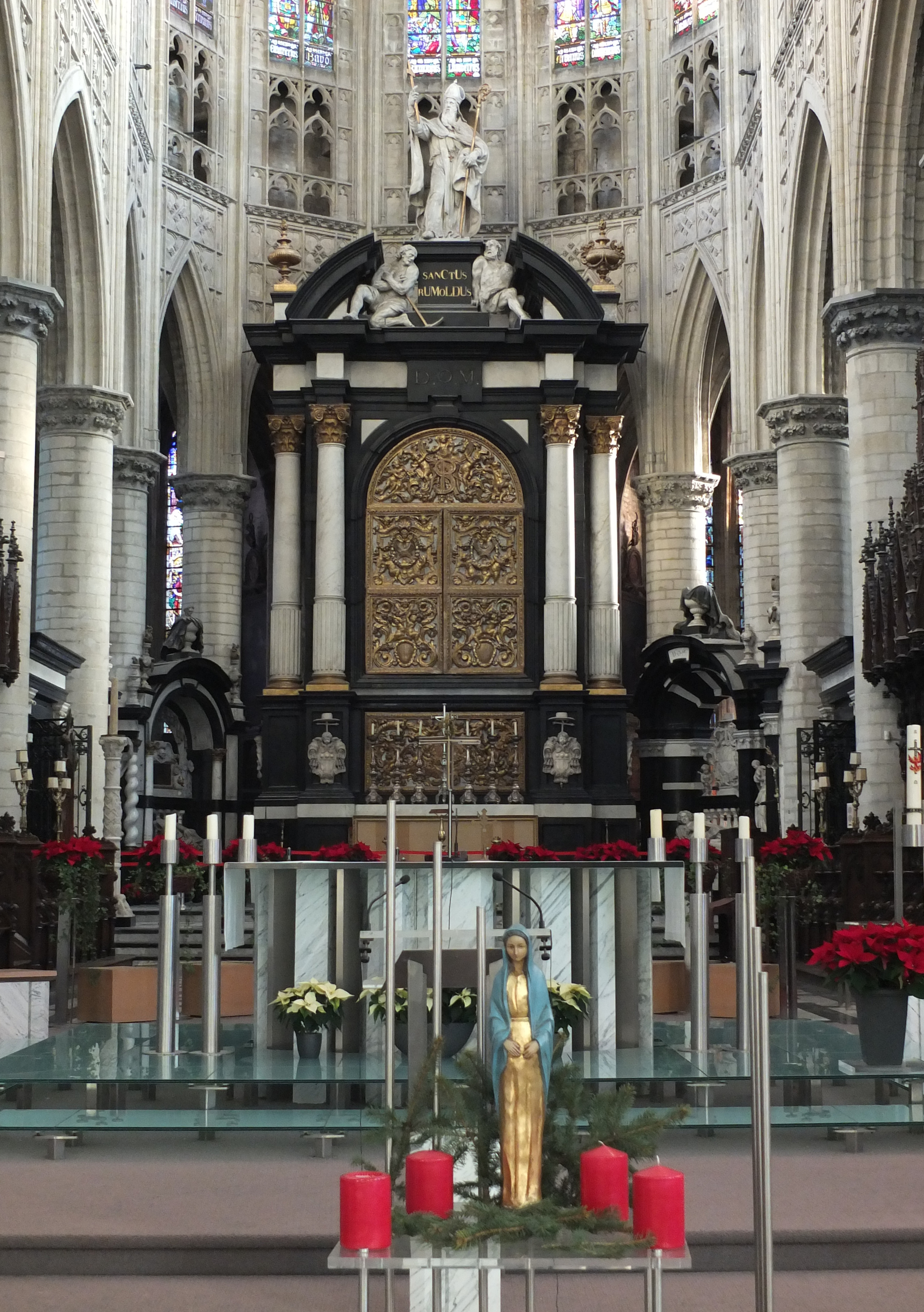
Het hoofdaltaar van Sint Rombouts

Guilielmus Hesius of in het Nederlands Willem van Hees (Antwerpen, 11 juni 1601 - Brussel, 4 maart 1690) was een jezuïet, architect, wiskundige, astronoom, dichter en tekenaar. Hij was ook de hofpredikant van aartshertog Leopold Willem.

## Leven
De ouders van Hesius waren Jan van Hees en Helena van Esch. Zijn broer Octavio zou koninklijk raadslid en auditeur worden. Willem begon in 1617 aan zijn noviciaat bij de Mechelse jezuïeten. Hij studeerde wijsbegeerte en theologie in Antwerpen terwijl naast het college de Sint-Carolus Borromeuskerk verrees (1619-1621). Onder zijn klasgenoten waren Johannes van den Enden en Theodore Moretus. Daarna volgde hij een jaar wiskunde in Leuven onder Gregorius van St-Vincent.
Als leraar begon Hesius opnieuw in het jezuïetencollege van Mechelen. Hij ontving in 1631 de priesterwijding, deed een tussenstap in Leuven en werd dan studieprefect in Gent (1635-1641) en vervolgens rector in Aalst (1641-1645). Daarna vestigde hij zich in Brussel, waar hij preekte in het Nederlands en het Latijn en de leiding kreeg over de prestigieuze sodaliteit. Zijn oratorische kwaliteiten maakten dat hij dikwijls gevraagd werd in andere steden te komen preken en leidden hem ten slotte naar het machtscentrum. Aartshertog Leopold Willem zocht hem aan zijn biechtvader te worden en missen op te dragen in de kapel van het Koudenbergpaleis, maar in 1656 brak hij met de jezuïet.
Hesius verliet de hoofdstad en werd rector in het college van Gent. Hij correspondeerde in 1659 waarderend met Christiaan Huygens over astronomie, maar over zijn wetenschappelijke activiteiten bestaan verder weinig gegevens. In 1660 vervulde hij een gezantschap voor koning Filips IV van Spanje om koning Karel II van Engeland te gaan feliciteren met zijn herwonnen troon. In 1663 werd Hesius predikant in het professenhuis van Antwerpen en in 1673-1676 was hij er superior. Daarna ging hij weer in Brussel wonen, waar hij op hoge leeftijd overleed.

## Architect
De jezuïeten zochten hun architecten in eigen rangen. Hun kerken in de Nederlanden werden getekend door broeder Hendrik Hoeymaecker en later door paters als François d'Aguilon, Pieter Huyssens, Johannes Du Blocq en Antoon Losson. Hesius, die bijna 50 jaar was toen hij begon, was een schakel in dit rijtje. Hij ontwierp in 1650 de Sint-Michielskerk van Leuven in barokstijl. Een achttal tekeningen van zijn hand zijn bewaard in het Promptuarium Pictorum van de jezuïeten. Hesius diende zijn plannen aan te passen omdat de opdrachtgevers plots een langere en hogere kerk wilden, maar hoedanook maakte hij nooit een bindend ontwerp en waren het vaak de coadjutoren op de werf (ingenieurs) die bepalend waren voor de gekozen oplossingen. De bouwmeester herzag zijn oorspronkelijke koepelontwerp tot een nog meer gewaagd en vernieuwend bouwwerk, met een kruishoogte van bijna zestig meter. In 1660 scheurde een pijlerkapiteel door de te grote belasting, terwijl enkel de trommelbasis al was gebouwd. Lucas Faydherbe werd erbij geroepen om de werkzaamheden recht te trekken. De koepel werd opgegeven en afgedekt met een plankier. De kerk werd tot 1671 afgewerkt zonder veel inbreng van Hesius. Toch had zijn ontwerp invloed: Hesius' Michielskerk is te herkennen in de Norbertijnenkerk van Ninove, de abdijkerk van Grimbergen en de Onze-Lieve-Vrouw ter Rijke Klaren van Brussel.
Ondertussen had Hesius in Gent in 1660 de opdracht gekregen de laatgotische jezuïetenkerk van Hendrik Hoeymaecker een barokinterieur aan te meten. Hiervan is niets bewaard, want de kerk verdween in de Franse tijd.
Hij bouwde voorts de jezuïetencolleges van Mechelen en Gent. Voor het hoofdaltaar van de Sint-Romboutskathedraal, besteld door aartsbisschop Andreas Cruesen om de contrareformatie gestalte te geven, werkte Hesius samen met Lucas Faydherbe en Artus Quellinus de Jonge. Het werd uitgevoerd in 1665. Voor de Brugse Sint-Walburgakerk ontwierp hij in 1667 een naturalistische preekstoel, uitgevoerd door Quellinus de Jonge. Nog in Mechelen adviseerde hij rond 1669 zijn medebroeder Antoon Losson bij de bouw van de Sint-Pieters-en-Pauluskerk. In het derde kwart van de 17e eeuw was Hesius de voornaamste architecturale adviseur van de jezuïeten.

## Embleemboek
In 1624 begon Hesius aan een emblemataboek waarin hij telkens een spreuk rond Geloof, Hoop of Liefde combineerde met een allegorische tekening en een gedicht. Dit handgeschreven werk, een van de zeldzame die bewaard zijn, is in 1636 in druk gebracht.

## Eerbetoon
Hesius kreeg in 1857 een standbeeld op de voorgevel van het stadhuis van Leuven. Het werd gemaakt door Séverin Guillaume Van Aerschodt.

## Geschriften
Als dichter en spiritueel auteur publiceerde Hesius negen boeken. Er zijn ook een vijftal werken in handschrift van hem bewaard. Zijn Emblema elegiarum werd geprezen door Mathias Casimir Sarbiewski en ook Jacobus Wallius spaarde zijn lof niet.
- Emblema elegiarum, 1634
- Emblemata sacra de fide, spe, caritate, 1636
- Legatus fidelis ad oratores christianos, 1657

## Voetnoten
1. ↑  Van der Vyver geeft mei of juni 1601 als geboortedatum.
2. ↑  Voor een vertaling, zie: Briefwisseling met Willem Hesius. Gearchiveerd op 12 december 2022.
3. ↑  Xander van Eck, "The high altar of the archiepiscopal cathedral of Mechelen. St Rumbold's grand reliquary and tomb", in: Simiolus. Netherlands Quarterly for the History of Art, 2015-2016, nr. 4, p. 213-227

- Digitale Bibliotheek voor de Nederlandse Letteren: hesi003
- Gemeinsame Normdatei: 102432457
- International Standard Name Identifier: 0000 0000 8144 3188
- Library of Congress Control Number: nr2001038641
- Nederlandse Thesaurus van Auteursnamen: 138247641
- Istituto Centrale per il Catalogo Unico: BVEV084141
- Système universitaire de documentation: 131453602
- Union List of Artist Names: 500063687
- Virtual International Authority File: 64396394
- WorldCat: E39PBJqQBXxBCyTdYCDHCJtkDq